# Fernão Peres de Guimarães
Fernão Peres de Guimarães (? - 1178) foi Senhor de Melo, fidalgo e cavaleiro medieval do Reino de Portugal.

## Relações familiares
Foi filho de Pero Fromarigues de Guimarães, Casou com Usco Godins de Lanhoso, filha de Godinho Fafes de Lanhoso e de Ouroana Mendes de Riba Douro, de quem teve:
1. D. Martim Fernandes de Riba de Vizela,  casado com D. Estevainha Soares da Silva, filha de Soeiro Pires da Silva e de Fruilhe Viegas de Lanhoso.
2. João Fernandes de Riba de Vizela casou por duas vezes, a primeira com Marinha Moniz Varela e a segunda com D. Maria Soares de Sousa, filha de Soeiro Mendes de Sousa.